# Белин, Михаил Андреевич
Михаил Андреевич Белин (1842—1896) — русский врач, доктор медицины.

## Биография
Родился 2 (14) ноября 1842 года в семье священника церкви села Семинова Гора во Владимирском уезде Владимирской губернии Андрея Васильевича Белина. В 1864 году окончил Владимирскую духовную семинарию и некоторое время был сельским учителем. В 1866 году поступил на медицинский факультет Московского университета, откуда был выпущен лекарем в 1871 году. По предложению профессора Д. Е. Мина в 1872 году был избран на должность помощника прозектора при кафедре судебной медицины. В 1875 году, после защиты диссертации: «Материалы к оценке признаков смерти от холода в судебно-медицинском отношении» (М.: тип. В. Готье, 1875. — [4], 52, II с., 4 л. табл.), был удостоен степени доктора медицины и вскоре получил звание приват-доцента по электротерапиию. ДиссертацияМ. А. Белина стала первой крупной монографией по вопросу смерти от охлаждения организма и была высоко оценена
В 1878 году М. А. Белин был избран прозектором по кафедре судебной медицины и занимал эту должность до конца своей жизни.
После введения университетского устава 1884 года, в течение многих лет, по поручению медицинского факультета, он стал первым лектором кафедры истории и энциклопедии медицины. В 1879 году во время вспышки чумы в станице Ветлянской был командирован от университета в Астраханскую губернию и по результатам поездки сделал обстоятельные доклады на заседаниях физико-медицинского общества.
Приобрёл большую опытность в судебно-медицинской экспертизе и очень часто призывался в качестве эксперта в заседания суда, особенно по гражданскому отделению, где его экспертизы считались весьма ценными. Кроме всего, он находил возможность заниматься медицинской практикой; состоя долгое время деятельным членом Общества русских врачей, он в течение многих лет принимал участие в работе лечебницы этого учреждения, а также занимал разные должности в правлении Общества. В печатных органах Общества преимущественно и помещались его статьи и сообщения; также были напечатаны: «Материалы к вопросу о сибирской язве» (1875), «Паталогоанатомические явления у умерших от отравления рыбным ядом» (1876), лекции «Записки по истории медицины» (М.: Унив. тип., 1889. — VIII, 150 с.).
Состоял также членом Общества охранения народного здравия, Физико-медицинского общества, Московского юридического общества и в качестве секретаря принимал участие в трудах секции судебной медицины на съездах Общества русских врачей в память Н. И. Пирогова, проходивших в Москве в 1887 и 1891 годах.
В начале 1893 года, оставаясь прозектором Московского университета, он был назначен старшим врачом московской полиции. В этой должности старался внести возможные улучшения, принимая деятельное участие в различных медико-полицейских исследованиях и мероприятиях.
Весной 1896 года заболел тифом, к котором добавилось воспаление лёгких и 10 (22) марта 1894 года он скончался на 53 году жизни, оставив супругу с четырьмя не совершеннолетними детьми. Был похоронен на Миусском кладбище.